# 滝山往還
滝山往還（たきやまおうかん）とは、神奈川県藤沢市から東京都町田市を経由して八王子市までを結んだ街道である。滝山街道、八王子街道、藤沢街道などの別称があり、経路は現在の国道467号及び東京都道56号目黒町町田線、東京都道47号八王子町田線、国道16号、国道411号に相当する。

## 概要
『新編相模国風土記稿』によれば戦国時代に玉縄城と滝山城を結ぶ街道として成立し、江戸時代には藤沢から相模原台地の上を経て町田から八王子へと至る街道へと発展して相模国内の南北方向の主要な街道の一つとして位置づけられていたとされる。
藤沢からは鎌倉街道上道に並行して北上し、現在の大和市下鶴間付近で矢倉沢往還（青山通り大山道・厚木街道・古東海道）と交差すると上道及び神奈川往還に合流し、神奈川往還の淵野辺ルートを分けたあと現・町田市鶴間に入る。更に北上すると原町田で上道を東に分けたあとすぐに鎌倉街道山ノ道を南西に分ける。西進して府中通り大山道（御尊櫃御成道）と共用の木曽宿を抜けると、根岸で津久井往還（現・芝溝街道）、常盤で山ノ道と合流する。小山で津久井往還を分岐すると相原で神奈川往還・淵野辺ルートと合流する。山ノ道は更に西進して大戸・高尾方面に抜けるが、こちらは北転して御殿峠へ向かう。片倉を抜けると八王子で甲州街道と交差する。下鶴間から重複してきた神奈川往還はここで終点となる。更に北進すると東に日光脇往還を分け、すぐに滝山城に到着する。

## 現在の滝山往還
現在「滝山街道」と呼ばれている区間は、国道411号のうち左入町交差点（八王子市左入町、国道16号現道交点） - 友田交差点（青梅市友田町二丁目、吉野街道交点）である（東京都通称道路名No.58）。
また、左入橋交差点（八王子市左入町、国道16号八王子バイパス交点） - 東京サマーランド前交差点（あきる野市牛沼） 間を結ぶバイパス・新滝山街道（東京都道169号渕上日野線）も開通している。
その他の区間は「藤沢街道（国道467号区間）」「町田街道（都道56号区間の一部及び47号区間の全線）」「八王子街道（国道16号区間の一部）」と呼ばれている。